# Atrapado en la oscuridad

Atrapado en la oscuridad es una novela de José Luis Velasco Antonino publicada en 1997. Pertenece a los subgéneros de misterio y terror. Es conocido por el suspense hasta el final de la historia.

## Argumento
Un joven de 17 años llamado Jorge Ozadía, aparece en una habitación completamente a oscuras y sin recordar nada de lo sucedido recientemente. Para salir de la estancia palpa cada una de las paredes, con la presencia añadida de un gato que también se encontraba en el mismo lugar. En el tiempo en que está atrapado irá descubriendo sorpredentes y escalofríantes hechos y objetos.

## Personajes
- Jorge Ozadía: Protagonista de la historia, de 17 años. Es alto, pelirrojo y de ojos grises. Es conocido por su inteligencia y pensamiento lógico, de hecho, menciona que prefiere el ajedrez a las relaciones con las chicas, que le parecen triviales a veces. También le gusta estar con sus amigos. Aparece en la misteriosa habitación sin recuerdo alguno de los momentos previos.
- Juan Ozadía: Padre del protagonista de Jorge Ozadía. Es arquitecto y posee fama y dinero.
- Gato: Acompaña a Jorge Ozadía durante su encierro. Juega un papel importante en la historia.
- Secuestradores franceses: Criminales franceses que secuestran al protagonista en busca de un rescate, pero mueren en un accidente de coche mientras éste estaba ya encerrado.
- Anciana paralítica: Señora mayor que vivía con los secuestradores. Iba en silla de ruedas. Se queda encerrada con el protagonista y muere en la estancia de un paro cardíaco.